# Лёгкие крейсера типа «Тре Крунур»
Лёгкие крейсера типа «Тре Крунур» — тип лёгких крейсеров шведского флота. Всего построено два корабля: «Тре Крунур» (Tre Kronor), «Гота Лейон» (HMS Göta Lejon). Первые и последние лёгкие крейсера шведского флота.

## История создания
После начала Второй мировой войны в Швеции начали проводиться исследования, касающиеся кораблей. Их итоги были неутешительными: шведскому флоту нужны быстроходные суда, вооружённые артиллерией среднего калибра. Швеция безуспешно вела переговоры с США и Италией, однако у Италии удалось всё же закупить проектную документацию, удовлетворяющую требованиям. Заказ на строительство крейсеров «Tre Kronor» (Три короны) и «Gota Lejon» разместили на верфи в Гётеборге. Строительство началось в 1943 году, а изменения в проект не вносились.
Главная артиллерия калибра 152 мм была первоначально спроектирована компанией Bofors для ВМФ Нидерландов, но нападение Германии на Голландию привело к отмене решения. Важным достоинством конструкции, которая была установлена на шведские крейсера, была возможность использования этих орудий для огня по самолётам.
Крейсер «Tre Kronor» был спущен на воду 16 декабря 1944 года, в строй вошёл 25 октября 1947 года (сроки затянули из-за забастовки работников верфи). Но к моменту входа крейсера в строй условия морской войны резко изменились: главными угрозами стала реактивная авиация и ядерное оружие. Поэтому в 1949—1950 годах корабль был подвергнут модификации (был закрыт броней открытый мостик, а также изменена конфигурация зенитной артиллерии).
Крейсер «Gota Lejon» был спущен на воду 17 ноября 1944 года, в строй вошёл 15 декабря 1947 года (сроки затянули по той же прчиине). Gota Lejon был подвергнут модификации сначала в 1949—1950 годах, а затем в 1957—1958 (были обновлены зенитные орудия и система управления огнём). Шесть орудий калибра 40 мм были заменены на 57 мм, а оставшиеся пушки заменены на более новые модели.
Скорость хода обоих крейсеров оказалась выше, чем предусматривалось проектом. В историю даже вошла регата между советским крейсером «Свердлов» и «Gota Lejon», которая состоялась во время перехода через Северное море после проведения парада кораблей в Спитхеде по случаю коронации Елизаветы Второй. Крейсер «Свердлов» безуспешно пытался догнать идущий перед ним «Gota Lejon».
Несмотря на свои хорошие характеристики, оба крейсера оказались весьма дорогими в эксплуатации. Поэтому уже в 1958 году они были выведены из первой линии. «Tre Kronor» был списан в 1963 году и постепенно разрезан на слом в последующие годы. Его корпус использовался как понтон для моста вплоть до 1993 года, пока не был продан в Норвегию.
«Gota Lejon» был возвращён в строй и перекрашен перед участием в манёврах 1963—1964 годов, а после манёвров корабль вновь был выведен из первой линии. Списание и слом были запланированы на 1970 год, но в 1971 году крейсер был продан Чили. В чилийском флоте корабль служил под названием «Almirante Latorre». В 1984 году, через 40 лет после спуска на воду, он был списан, а год спустя продан на слом в Тайвань.

## Служба
«Тре Крунур» — заложен 27 августа 1943 г., спущен 16 декабря 1944 г., вошёл в строй 25 октября 1947 г.
«Гота Лейон» — заложен 27 августа 1943 г., спущен 17 ноября 1945 г., вошёл в строй 15 декабря 1947 г.